# Erik Lencqvist
Erik Lencqvist, född 17 september 1719 i Tyrvis, död 12 februari 1808 i Orivesi, var en finländsk präst och historiker. 
Lencqvist verkade inom olika socknar i sydvästra Finland och blev 1756 präst i Åbo slottsförsamling, 1764 kyrkoherde i Karislojo, 1773 i Orivesi och teologie doktor 1778. Han var intresserad av historisk forskning och av att dokumentera sin samtid. Han kom till en början väl överens med pietisterna i de församlingar där han var verksam, utan att ansluta sig till deras rörelse. Som kyrkoherde i Orivesi råkade han dock i konflikt med en företrädare för pietisterna, adjunkt Isac Utter, som tvangs avgå. 
Lencqvist var en av Aurorasällskapets aktivaste medlemmar och flitig medarbetare i sällskapets tidning, till vilken han insände artiklar i historiska och mytologiska ämnen, till exempel Bröllopsseder i vestra delarna af Nyland och de finska socknarna derstedes (1778) och Om lapparnes fordna hemvister i Finland (1778). Han skrev även beskrivningar av de socknar där han vistades. Han visade intresse för dialektforskning och skrev 1777 ett arbete om finska dialekter som var det första i sitt slag. Flera av hans artiklar har varit av stor betydelse för en senare tids forskning. Viktig är avhandlingen De superstitione veterum Fennorum theoretica et practica (Om de gamla finnarnas teoretiska och praktiska vidskepelse, 1782), utgiven av Lencqvists son under Henrik Gabriel Porthans ledning. Historisk afhandling om Åbo slott utkom postumt 1822–1823 i tidskriften Mnemosyne.